# Z-оценка
Стандартизированная оценка (z-оценка, англ. : Standard score, z-score) -  это мера относительного разброса  наблюдаемого или измеренного значения, которая показывает, сколько стандартных отклонений составляет его разброс относительного среднего значения. Это безразмерный  статистический показатель, используемый для сравнения значений  разной размерности или шкалой измерений.

## Основные сведения
В теории вероятности и статистике, стандартизованная случайная величина - это случайная величина, математическое ожидание которой равно нулю, а стандартное отклонение - единице. Любая случайная величина x с математическим ожиданием {\displaystyle \mu } и стандартным отклонением {\displaystyle \sigma }  может быть приведена к стандартизованной случайной величине  {\displaystyle z} по формуле: {\displaystyle {x-\mu  \over \sigma }}. Это преобразование включает центрирование случайной величины (разность {\displaystyle {(x-\mu )}} между данной случайной величиной x и ее математическим ожиданием {\displaystyle \mu }) и нормирование (отношение {\displaystyle {x \over \sigma }} данной случайной величины x к ее стандартному отклонению {\displaystyle \sigma } ). Распределение стандартизованной нормальной случайной величины {\displaystyle z} называется стандартным нормальным распределением {\displaystyle N(0,1)} с функцией плотности {\displaystyle f(z)={\frac {1}{\sqrt {2\pi }}}\exp \left({\frac {-z^{2}}{2}}\right)}. 
Понятие стандартизованной случайной величины является частным случаем приведенной случайной величины, определяемой относительного  центрального значения и параметра масштаба, отличных от математического ожидания и стандартного отклонения. 
В практических задачах, любое множество данных {\displaystyle x_{i}} со средним значением {\displaystyle {\bar {X}}} и стандартным отклонением {\displaystyle S} можно преобразовать в другое множество со средним {\displaystyle 0} и стандартным отклонением {\displaystyle 1} таким образом, что преобразованные значения {\displaystyle z} будут непосредственно выражаться в отклонениях исходных значений от среднего, измеренных в единицах стандартного отклонения. 
Принадлежность z-оценок стандартному нормальному распределению {\displaystyle N(0,1)}, обеспечивает возможность применения z-оценок для сравнения неоднородных значений первичных измерений. Большинство статистических методов основываются на предположении о нормальности распределения данных, поэтому применение z-оценок совместно с  трансформацией к нормальности значительно расширяет возможности для дальнейшего анализа и исследований. 

## Способ расчёта
Стандартизованная оценка величины {\displaystyle x} рассчитывается по формуле:
{\displaystyle z={x-{\bar {X}} \over S_{x}}}
где {\displaystyle {\bar {X}}} -  среднее значение, {\displaystyle S_{x}} - стандартное отклонение вычисленные для множества данных {\displaystyle xi}.
Значения {\displaystyle {\bar {X}}} и {\displaystyle S_{x}} могут быть вычислены по выборочным данным, или получены в генеральной совокупности, или установлены для  некоторой популяции.

## Интерпретация
Абсолютное значение z представляет собой оценку (в единицах стандартного отклонения) расстояния между x и его средним значением μ в общей совокупности. Если z меньше нуля, то x ниже средней, если z больше нуля, то x расположен выше средней μ.
Значения {\displaystyle z} не только удобное средство информации о положении некоторого значения, связанного со средним и измеренного в единицах стандартного отклонения, но и шаг вперед к преобразованию множества  {\displaystyle xi} в произвольную шкалу с удобными характеристиками среднего и стандартного отклонения.

## Процентильный эквивалент z-оценок
Поскольку распределение z-оценок аппроксимируется стандартным нормальным распределением, то  существует однозначное соответствие процентилей (квантилей порядка q) и значений z. Это позволяет однозначно переводить шкалу ранговых градаций или баллов в значения z-оценки и обратно (так значению z=-3 соответствует 0,13 процентиль, z=- 2 {\displaystyle \Rightarrow } 2,3-й процентиль, z=-1 {\displaystyle \Rightarrow }15,9-й процентиль и т.д.).

## Практическое применение
Существует множество шкал измерения с произвольными средними и стандартными отклонениями, которые распространены в общественных науках.

#### Педагогика и психология
Распространены шкальные оценки, когда оценки результатов теста устанавливаются на основе его места на специальной шкале, которая содержит данные о внутригрупповых нормах выполнения теста. Оценки интеллектуального теста часто преобразуются в шкалу со средним 100 и стандартным отклонением 15 или 16. Значения {\displaystyle T}- показателя, вычисленные как {\displaystyle 10z+50} имеют широкое применение.
Другим примером нелинейного преобразования в стандартную шкалу являются станайны (англ. standart nine), когда первичные показатели ранжируют по возрастанию и делят на группы с числом, пропорциональным определённым частотам оценок нормальном распределении, получаемые оценки принимают значения от 1 до 9 ({\displaystyle \mu }=5, {\displaystyle \sigma }=2). Существует много шкал, опирающихся на стандартизованные оценки.

#### Педиатрия
Для описания характеристик пациентов с учетом их неоднородности используется нормирование. В педиатрической практике был распространен коэффициент стандартного отклонения (sds – standard deviation score), который вычисляется {\displaystyle {x-{\bar {X}} \over S_{x}}} на основе выборочного среднего значения {\displaystyle {\bar {X}}} и стандартного отклонения  {\displaystyle S_{x}} справочных показателей ребенка данного пола и возраста.  Отклонение распределений показателей физического развития  от нормального привело к использованию центрирования измеренных значений медианой вместо среднего {\displaystyle {x-Me \over Pr90-Pr10}}, где  {\displaystyle Me} – медиана и {\displaystyle Pr10,Pr90} - 10-й и 90-й  процентиль справочного показателя ребенка того же пола и возраста. 
Необходимость учета формы распределений показателей физического развития, привела к применению z-оценки вычисляемой как
{\displaystyle z={\begin{cases}{\frac {(y/M)^{L}-1)}{L\ S}},&{\text{если }}L\neq 0\\{\frac {1}{S}}ln(y/M),&{\text{ если }}L=0\end{cases}}}
где y – измеренное значение показателя, {\displaystyle L} – коэффициент трансформации Бокса-Кокса к нормальности, {\displaystyle M} - медиана, {\displaystyle S} – коэффициент вариации справочного или стандартного показателя ребенка того же пола и возраста.
В современных методических рекомендация ВОЗ представлены стандартные и справочные значения коэффициентов L, M, S для исследования физического развития детей и разработано программное обеспечение WHO ANTHROPlus для работы с ними.